# Вальс довжиною в життя
«Вальс довжиною в життя» («Valsis mūža garumā») — радянський двосерійний художній фільм 1990 року, знятий режисером Дзідрою Рітенбергою.

## Сюжет
Про латиську жінку, яка покинула батьківщину під час Другої світової війни слідом за коханим, молодим німецьким солдатом. Велта, безсумнівно, усвідомлювала, що її ніколи не залишать у спокої докори сумління і спогади про свою першу дитину, віддану на виховання сестрі. І тепер поїздка на батьківщину як гості, зустрічі з друзями юності й такою чужою донькою — все це становить канву кінодрами, яка правдиво й емоційно розповідає про час, що ламав долі людей.

## У ролях
- Астрида Кайріша — Велта
- Байба Брока — Велта в молодості
- Інтс Юрьянс — Вернер
- Анна Ейжвертиня — мати
- Юріс Плявіньш — батько
- Ува Сегліня — Ірма, Інета
- Дайніс Поргантс — Ейдіс в юності
- Арно Упеніекс — Ейдіс
- Юріс Леяскалнс — Крилов
- Ілзе Пукінська — Ліда
- Скайдріте Путніня — Рамона
- Зігріда Стунгуре — теща
- Айварс Богданович — Арнолдс
- Крістапс Пуце — Арнолдс
- Індра Бріке — Бірута
- Сарміте Сіле — епізод
- Віра Грибача-Валтере — епізод
- Анда Зайце — епізод
- Ірма Буне — епізод
- Ірина Томсоне — епізод
- Вія Аболіня — епізод
- Зігурдс Акментіньш — епізод
- Уна Бренча — епізод
- Ілзе Плявіня — епізод
- Володимир Чепуров — епізод
- Гунарс Далманіс — епізод
- Ріхард Рудакс — епізод
- Валдемарс Карпачс — епізод
- Георг-Юріс Пучка — епізод
- Г. Пупа — епізод
- Вайроніс Яканс — епізод
- Імант Ванзович — епізод
- Артур Екіс — епізод
- Л. Магоне — епізод
- В. Березін — епізод
- Есмералда Ермале — епізод
- В. Свейліс — епізод
- Андіс Мізішс — епізод
- Діана Занде — епізод
- Каспарс Пуце — епізод
- Улдіс Валтерс — німецький солдат
- Гіртс Ліціс — епізод
- Арвідс Норіньш — епізод
- Карліс Анушевіц — епізод
- Карліс Тейхманіс — епізод
- Л. Норейко — епізод
- Індра Бурковська — епізод
- Юріс Барткевічс — епізод
- Вента Вецумнієце — епізод

## Знімальна група
- Режисер — Дзідра Рітенберга
- Сценарист — Дагнія Зігмонте
- Оператор — Гвідо Скулте
- Композитор — Унгарс Савікіс
- Художник — Гунар Земгалс